# تيلي ماندلبروت
تيلي ماندلبروت (بالفرنسية: Tilly Mandelbrot)‏ (و. 1994 – م) هي ممثلة، وعازفة الأكورديون من فرنسا. ولدت في باريس. 

## وصلات خارجية
- تيلي ماندلبروت على موقع IMDb (الإنجليزية)
- تيلي ماندلبروت على موقع ألو سيني (الفرنسية)
- تيلي ماندلبروت على موقع أول موفي (الإنجليزية)
- تيلي ماندلبروت على موقع قاعدة بيانات الأفلام السويدية (السويدية)
- تيلي ماندلبروت على موقع قاعدة بيانات الفيلم (الإنجليزية)
- تيلي ماندلبروت على موقع كينوبويسك (الروسية)